# Sonic Syndicate
Sonic Syndicate é uma banda de metal fundada em 2002 na cidade de Falkenberg, Suécia. Eles são influenciados por bandas suecas de death metal melódico como In Flames e Soilwork e bandas de metalcore norte-americanos como Killswitch Engage e All That Remains.
A banda foi fundada pelos irmãos Richard (vocal) e Roger Sjunnesson (guitarra) com seu primo mais novo Robin Sjunnesson (guitarra), sob o nome de Fallen Angels, finalmente, a mudança para Sonic Syndicate em 2004. A partir de hoje a banda é formada por Robin (agora o único membro original) juntamente com o cantor britânico Nathan J. Biggs, baixista Michel Bärzén eo baterista John Bengtsson.

## História

### Formação e Eden Fire
Antes de Sonic Syndicate, os irmãos Richard e Roger e seu primo Robin Sjunnesson tocavam em uma banda de heavy metal chamado Tunes of Silence, que foi formada em 2000, em sua adolescência. Em 2002, os irmãos Sjunnesson finalmente decidiram romper com a banda para se concentrarem em outros aspectos da música. Isto levou à formação de "Fallen Angels", em 2002, juntamente com Andreas Mårtensson, Magnus Svensson e Kristoffer Backlund. Eles gravaram três discos de demonstração, Fall From Heaven, Black Lotus e Extinction antes de assinar com Pivotal Rockordings em 2005. A baixista Karin Axelsson entrou em 2004  substituindo Svensson, antes a banda mudou seu nome para Sonic Syndicate e lançou seu primeiro álbum de estúdio, Eden Fire. Eden Fire viria a vender mais de 10.000 cópias até o final de 2010 por causa de uma re-lançamento através de Koch distribuição nos Estados Unidos, em colaboração com a France's Listenable Records.
A banda excursionou extensivamente em toda a Suécia em apoio do Eden Fire, ao lado de bandas como Avatar. No início de Fevereiro de 2006, durante a turnê com Avatar, tanto o baterista Kristoffer Bäcklund eo tecladista Andreas Mårtensson foram convidados a deixarem a banda devido a falta de interesse e diferenças musicais. Kristoffer foi substituído por John Bengtsson, enquanto o guitarrista Roger Sjunnesson assumiu nos teclados. Em 2006 Roland Johansson entrou na grupo como membro permanente. A banda completou a turnê, então começou um novo material no início de março.

### Only Inhuman
No verão de 2006, a banda entrou em um concurso realizado pela Nuclear Blast. Eles enviaram uma demonstração autointitulado "Sonic Syndicate", que incluiu versões das músicas "Psychic Suicide", "Blue Eyed Fiend", "Callous" e da versão do álbum "Jailbreak". Foram mais de 1.500 bandas concorrentes, Sonic Syndicate foi escolhido como uma das três bandas vencedores e ofereceu um novo contrato de gravação com a gravadora. Em novembro de 2006, eles entraram com Black Lounge Studios para gravar seu seguimento ao Eden Fire com Jonas Kjellgren de Scar Symmetry. O novo álbum foi intitulado Only Inhuman e foi lançado em 18 de maio de 2007. Um vídeo foi feito para o primeiro single, "Denied", com o renomado produtor Ullaeus Patric.
Os vocalistas do Sonic Syndicate, Richard Sjunnesson e Roland Johansson, também participaram de uma coletânea, chamada Nuclear Blast All-Stars: Out of the Dark com o guitarrista do Soilwork Peter Wichers. A banda tocou no Festival Wacken Open Air 2007. O Sonic Syndicate desempenhou vários festivais europeus no inverno de 2007, acompanhado com Amon Amarth nos Estados Unidos. A banda também participou da "Darkness Over X-Mas Tour" com Caliban e Heaven Shall Burn, e fez várias turnês por toda a Europa com Dark Tranquillity e Soilwork. No final de novembro de 2007, os recém-chegados suecos embarcaram em uma turnê com Ahimsa e Amon Amarth. Mais tarde, em 2008, excursionou com a banda de metal sinfônico finlandesa Nightwish.

### Love and Other Disasters

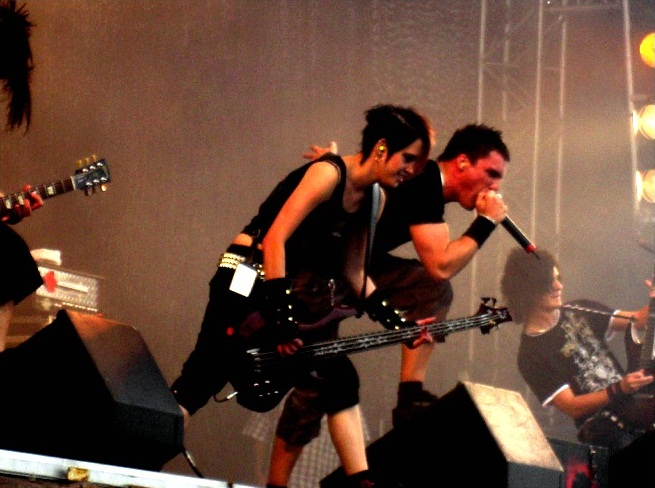
Sonic Syndicate, se apresentanodo no Metaltown, Göteborg em 2008.

Em março de 2008, a banda começou a gravar seu terceiro lançamento nos Studios Black Lounge do Jonas Kjellgren's  em Avesta. Em maio de 2008, Sonic Syndicate voltou para a América do Norte como o ato de abertura para o Nightwish. Em junho de 2008, a revista Revolver nomeou Karin Axelsson à "Garota mais quente do metal". Love and Other Disasters foi lançado em setembro de 2008. O primeiro single, "Jack of Diamonds", é acompanhada por um vídeo novo de Ullaeus Patric que dirigiu todos os vídeos da banda. Pouco tempo depois, o segundo single "My Escape" iria seguir-se, também acompanhado por um vídeo da Ullaeus Patric. No final do ano, a banda fez uma turnê na Alemanha e Escandinávia, e lançou os singles "Power Shift" e "Contradiction", dirigido por Marius Böttcher de Film Quent.
Em 30 de março de 2009, foi confirmado que o cantor Roland Johansson iria sair da banda por motivos pessoais. A busca por um substituto imediatamente entrou em curso, enquanto Roland permaneceu na banda até o dia 29 de agosto, o dia de seu último show com a banda no Festival Geuzenpop em Enschede, Holanda (cinco dias depois Nathan J. Biggs foi anunciado como o novo cantor).
Em 13 de outubro, Roland Johansson expôs em uma entrevista que seu motivo para deixar Sonic Syndicate foi que ele sentiu a ansiedade severa e antipatia para o estilo de vida que passou com a necessidade de uma turnê por todo o mundo e não ser capaz de gastar muito tempo com seus entes queridos . Ele também compartilhou que ele e Jesper Strömblad (ex-In Flames) estavam trabalhando atualmente em um projeto sem nome e iria começar a gravar um álbum no início de 2010 (embora a partir de abril de 2011 não tenha havido ainda nenhum sinal de qualquer material do dois).

### We Rule the Night
Em 24 de agosto de 2009, o vocalista britânico Nathan James Biggs (ex-The Hollow Earth Theory) foi anunciado como substituto de Roland Johansson. A banda também anunciou que o seu próximo álbum de estúdio seria lançado em março de 2010. Em 25 de setembro, Sonic Syndicate lançou seu single de estréia com Nathan intitulado "Burn This City" e seu videoclipe. Logo após o lançamento do single, a banda começou a transmitir sua outra faixa nova "Rebellion in Nightmareland", que foi lançado na página do Myspace da banda.

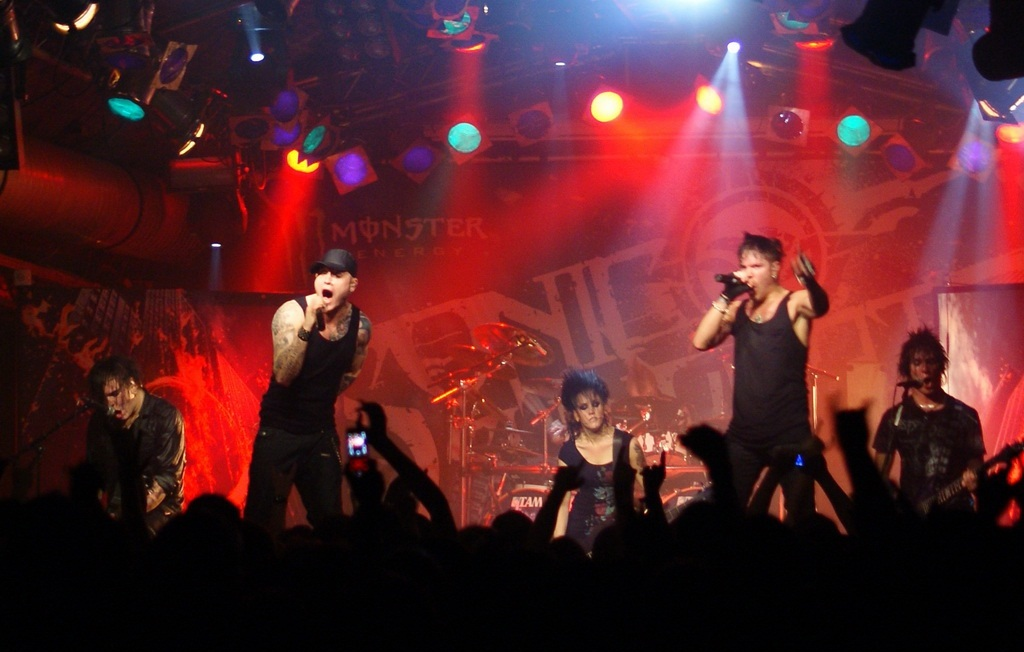
Sonic Syndicate no We rule the night Tour 2010.

Em 3 de janeiro de 2010 a banda começou a trabalhar na pré-produção de seu novo álbum com o produtor Toby Wright, gravado no Bohus Sound Studios em Kungälv, Suécia. Em 5 de março, a banda anunciou que o título do novo álbum seria We Rule the Night. O álbum foi originalmente programado para ser lançado em 28 de maio de 2010, mas foi mais tarde em 30 de julho de 2010. A data de lançamento foi novamente adiado e o álbum foi lançado em 28 de agosto de 2010.
O primeiro single do álbum foi "Revolution, Baby". Ele apareceu pela primeira vez em 5 de maio na Bandit Rock Radio e depois foi liberado no iTunes em 7 de maio. No dia 16 de abril, o vídeo da música foi gravado. O diretor para o video foi Patric Ullaeus.
Em 3 de junho, Sonic Syndicate viajou para Gotemburgo, Suécia e começou a filmar o vídeo da música para o segundo single "My Own Life" com Patric Ullaeus da "Revolver Film Company". O single estreou na Bandit Radio em 18 de junho de 2010 e foi lançado como um single digital em 1 de julho de 2010. A Nuclear Blast e Guthenborg TV divulgou o making of do vídeo da música "My Own Life".
O single "Turn It Up" foi lançado em 22 de agosto de 2010, seguido pelo álbum We Rule the Night em 27 de agosto de 2010. Durante as filmagens de "Turn It Up", Karin Axelsson teria sido "gravemente ferida". Axelsson foi atingido na cabeça com uma guitarra durante um ato de violência encenada, causando uma laceração e uma concussão cerebral. Axelsson mais tarde teve uma recuperação "brilhante". No dia 29 de setembro. O vídeo foi lançado, mas foi proibido na maioria dos sites, devido ao seu conteúdo gráfico e também resultou na exclusão de sua página no Facebook (embora eles criaram um novo no final de 2011). Eventualmente o vídeo censurado da música foi lançado.
Em 26 de outubro de 2010, foi anunciado que Richard iria fazer uma pausa da turnê por motivos pessoais e iria passar o tempo com sua família; no entanto, em 28 de outubro, Richard corrigiu esta declaração em seu blog que sua licença foi, de fato, permanente devido a diferenças criativas na banda. Ele alegou que gravadora da banda foram responsáveis por mudar a direção musical da banda. Christoffer Andersson do (What Tomorrow Brings) subistituiu Richard nas datas da turnês restantes, mas não se tornou um substituto permanente devido a outros compromissos. Richard formou a banda The Unguided com outros ex-membros do Sonic Syndicate e também se juntou a banda de death metal melódico "Faithful Darkness" por um breve período.
Depois de terminar a turnê, com Andersson, o papel foi parcialmente dada a guitarrista Robin.

### Hiato e álbum autointitulado (presente)
Em setembro de 2011, Roger declarou em uma entrevista (em sueco) que a banda estaria tendo uma pausa após o verão. Roger e John tanto focada no The Unguided, Nathan começou a rever músicas para Metal Hammer e Karin começou a estudar.
Em 7 de maio de 2012, a banda anunciou no Facebook que iria se reunir mais uma vez para co-headline Vekeri Fesztival na Hungria em junho 21 e 23 de 2012.
Também foi anunciado que Roger Sjunnesson não faz mais parte da banda. As razões pelas quais são desconhecidas, mas Roger ainda está em bons termos com todos os membros da banda. Nenhuma substituição foi anunciada ainda. Em adição a isto, John Bengtsson, não está mais com The Unguided.
Em 5 de maio de 2013, a banda anunciou via Twitter que o hiato é longo. Eles também anunciaram que estão em processo de  gravação de um novo álbum. Foi anunciado em 25 de abril de 2014 que o novo álbum auto-intitulado será lançado no dia 4 de julho. Também foi revelado que Björn Strid do Soilwork fará vocais na faixa "Before You Finally Break". A banda lançou o primeiro single "Black Hole Halo" do álbum auto-intitulado, o vídeo lírico foi lançado no canal oficial do YouTube da Nuclear Blast em 16 de maio.
Em 07 de agosto de 2015, foi anunciado que Karin Axelsson deixou a banda e foi substituída pelo novo baixista Michel Bärzén. Em seguida, um ano mais tarde, foi anunciado que o seu próximo álbum, Confessions, seria lançado em 14 de outubro de 2016.

## Membros
| Formação atual - Nathan James Biggs - Vocal (2009–presente) - Robin Sjunnesson - guitarra (2002–presente) - Michel "Miche" Bärzén - Baixo (2015–presente) - Johan "Runken" Bengtsson - bateria (2006–presente) | Ex-membros - Karin Axelsson - Baixo (2004–2015) - Roland Johansson – vocal (2006–2009) - Richard Sjunnesson - vocal (2002–2010) - Roger Sjunnesson - guitarra, teclado (2002–2012) - Andreas Mårtensson - teclados (2002–2006) - Kristoffer Backlund - bateria (2002–2006) - Magnus Svensson - guitarra (2002–2004) |

## Discografia
| Álbuns - Eden Fire (2005) - Only Inhuman (2007) - Love and Other Disasters (2008) - We Rule The Night (2010) - Sonic Syndicate (2014) - Confessions (2016) Demos - Fall from Heaven (2003) - Black Lotus (2003) - Extinction (2004) | Singles - "Denied" - "Enclave" - "Burn This City" - "Revolution, baby" - "My own life" - "Powershift" - "My Escape" - "All about us" - "Only Inhuman" - "Blue eyed fiend" - "Aftermath" - "Jack Of Diamonds" |